# Dresslerella hispida
Dresslerella hispida là một loài thực vật có hoa trong họ Lan. Loài này được (L.O.Williams) Luer mô tả khoa học đầu tiên năm 1976.